# Aloina (chimica)
L'aloina, nota anche come barbaloina, è un composto organico amaro, di colore giallo-marrone presente nel parenchima di almeno 68 specie di piante succulente appartenenti al genere Aloe.
L'aloina estratta da fonti naturali è una miscela di due diastereomeri, denominati aloina A (chiamata anche barbaloina) e aloina B (o isobarbaloina), che hanno proprietà chimiche simili. Chimicamente l'aloina è un glucoside antrachinonico, il che significa che il suo scheletro antrachinonico è stato modificato mediante l'aggiunta di una molecola di zucchero. L'aloe emodina è l'aglicone dell'aloina.